# BASK Beograd
FK BASK (cyr. cyr. ФК БАСК) – serbski klub piłkarski, mający siedzibę w stolicy kraju, mieście Belgrad.

## Historia
Chronologia nazw:
- 18.04.1903: SK Soko (serb. cyr. СК Соко)
- 1933: BASK (serb. cyr. БАСК)
- 1945: FK Senjak (serb. cyr. ФК Сењак)
- 1953: FK BASK (serb. cyr. ФК БАСК)

Piłkarski klub SK Soko został założony w Belgradzie 18 kwietnia 1903 roku, jako sekcja piłki nożnej Towarzystwa Gimnastycznego Soko. Jest najstarszym klubem w Serbii. Niektóre źródła podają, że najstarszym klubem w obecnej Serbii jest Bačka Subotica (założony 3 sierpnia 1901), jednak należy zauważyć, że Subotica w tamtym czasie był częścią Austro-Węgier, a klub został organizowany przez Chorwatów. Od 1904 grał mecze towarzyskie z Šumadija Kragujevac, a potem z innymi serbskimi klubami. W 1912 startował w pierwszym turnieju piłkarskim w Królestwie Serbii.
1 grudnia 1918 proklamowano powstanie zjednoczonego Królestwo Serbów, Chorwatów i Słoweńców (SHS). Od sezonu 1919/20 uczestniczył w rozgrywkach regionalnych mistrzostw Serbii, a od 1923 w pierwszych oficjalnych mistrzostwach Królestwa SHS (w 1929 państwo zmieniło nazwę na Jugosławię). Najpierw rozgrywane mistrzostwa Belgradzkiego Okrężnego Związku Piłki Nożnej (drugi poziom ligowy), a potem zwycięzcy okręgów walczyli o mistrzostwo Jugosławii. W sezonie 1931/32 debiutował w mistrzostwach Jugosławii, gdzie odpadł w ćwierćfinale rozgrywek. W następnym sezonie 1932/33 rozgrywki organizowane systemem ligowym i zespół zajął 5.miejsce. W 1931 roku król Aleksander I zaczął promować Stowarzyszenie Soko w całym kraju, jednak w dekrecie zażądał, aby stowarzyszenie Soko prowadziło tylko działalność gimnastyczną. Tak więc SK Soko jako klub piłkarski zmuszony był zmienić nazwę i na zgromadzeniu, które odbyło się 3 grudnia 1933, zdecydowano zmienić nazwę klubu na BASK (Beogradski akademski sportski klub). Sezon 1932/33 zakończył na piątej pozycji. W 1935 był siódmym. Sezon 1935/36 znów prowadzono systemem pucharowym, ale klub nie zakwalifikował się do szesnastki zespołów. W sezonie 1936/37 zajął szóste miejsce, a w 1938 osiągnął czwartą lokatę w końcowej klasyfikacji. W sezonie 1938/39 po raz ostatni startował w mistrzostwach Jugosławii, zajmując 8.miejsce. Od 1939 roku uczestniczył w serbskiej lidze, ale zajmował miejsca nie wyżej szóstego. W sezonie 1943/44 po raz ostatni grał w lidze, ale mistrzostwa zostały niedokończone z powodu II wojny Światowej.
Po zakończeniu II wojny światowej zostały wznowione mistrzostwa Jugosławii. W 1945 klub zmienił nazwę na FK Senjak i startował w regionalnych mistrzostwach Belgradu. W 1953, po obchodach 50-lecia klub przywrócił nazwę FK BASK. Od tego czasu do 2005 roku klub występował głównie w Serbskiej Lidze Belgrad. W tym okresie największy sukces to zwycięstwo w Pucharze Wyzwolenia Belgradu w 1958 roku, w tym samym roku najpierw zwyciężył w Pucharze Jugosławii w okręgu federacji piłkarskiej w Belgradzie, a potem doznał porażki w finale Pucharu Jugosławii strefy Serbskiej z FK Borac Čačak. W 1971 po zwycięstwie w Pierwszej Lidze Belgradu klub otrzymał promocję do Serbskiej Ligi Północnej, gdzie grał przez większość okresu późniejszego.
Po rozpadzie SFR Jugosławii klub konkurował głównie na drugim i trzecim poziomie krajowym. Na początku XXI wieku występował w Srpskiej Lidze Beograd. W 2005 awansował do II ligi serbsko-czarnogórskiej. W sezonie 2005/06 zajął 11.miejsce w lidze, ale w 2006 Czarnogóra uzyskała niepodległość i klub został oddelegowany do nowo powstałej Pierwszej Ligi Serbskiej. Sezon 2006/07 zakończył na 18.miejscu i spadł do II lidze serbskiej. W sezonie 2009/10 zwyciężył w Srpskiej Lidze Belgrad i wrócił do Pierwszej Ligi. Debiutowy sezon 2010/11 był bardzo udanym, klub został mistrzem ligi i zdobył awans do Super ligi Srbije. Jednak przez problemy finansowe klub został oddelegowany do Srpskiej Ligi Belgrad.
Obecnie klub występuje w II lidze serbskiej, w okręgu Srpska Liga Belgrad.

## Sukcesy

### Trofea międzynarodowe
Nie uczestniczył w rozgrywkach europejskich (stan na 31-05-2016).

### Trofea krajowe
| \| \| Zdobyte trofea w rozgrywkach Serbii (stan na: 31-03-2017) \| |                                                           |      |          |
| Rozgrywki                                                          | Osiągnięcie                                               | Razy | Sezon(y) |
| Mistrzostwo                                                        | I miejsce                                                 | 0    |          |
| Mistrzostwo                                                        | II miejsce                                                | 0    |          |
| Mistrzostwo                                                        | III miejsce                                               | 0    |          |
| Puchar                                                             | zdobywca                                                  | 0    |          |
| Puchar                                                             | finalista                                                 | 0    |          |
| II liga                                                            | I miejsce                                                 | 1    | 2010/11  |
| II liga                                                            | II miejsce                                                | 0    |          |
| II liga                                                            | III miejsce                                               | 0    |          |
| Serbia                                                             | Zdobyte trofea w rozgrywkach Serbii (stan na: 31-03-2017) |      |          |

| \| \| Zdobyte trofea w rozgrywkach Jugosławii (stan na: 31-03-2017) \| |                                                               |      |          |
| Rozgrywki                                                              | Osiągnięcie                                                   | Razy | Sezon(y) |
| Mistrzostwo                                                            | I miejsce                                                     | 0    |          |
| Mistrzostwo                                                            | II miejsce                                                    | 0    |          |
| Mistrzostwo                                                            | III miejsce                                                   | 0    |          |
| Mistrzostwo                                                            | 4.miejsce                                                     | 1    | 1937/38  |
| Puchar                                                                 | zdobywca                                                      | 0    |          |
| Puchar                                                                 | finalista                                                     | 0    |          |
| II liga                                                                | I miejsce                                                     | 0    |          |
| II liga                                                                | II miejsce                                                    | 0    |          |
| II liga                                                                | III miejsce                                                   | 0    |          |
|                                                                        | Zdobyte trofea w rozgrywkach Jugosławii (stan na: 31-03-2017) |      |          |

## Stadion
Klub rozgrywa swoje mecze domowe na stadionie Careva Ćuprija w Belgradzie, który może pomieścić 3000 widzów.